# Преображенский собор (Белая Церковь)
Спасо-Преображенский кафедральный собор (укр. Спасо-Преображенський кафедральний собор) — кафедральный храм Белоцерковской и Богуславской епархии. Собор построен на средства графини Александры Браницкой, по проекту одесского Спасо-Преображенского собора, образец перехода в церковной архитектуре от барочных форм к классицизму.

## История
Строительство храма на средства графини Александры Браницкой началось в 1833 году на месте полуразрушенной Никольской церкви, основанной в 1706 году гетманом Иваном Мазепой. В 1838 году в неосвящённом приделе Александра Невского графиня была похоронена, не дожив до окончания строительства. Храм был освящён 24 сентября 1839 года митрополитом Филаретом (Амфитеатровым).
В 1933 году церковь была закрыта. До начала войны в ней располагался архив НКВД. В 1941 году оккупационные власти отдали церковь неканонической УАПЦ. В 1944 году храм возвращён РПЦ. В 1962 году церковь снова была закрыта.
В 1989 году Преображенский храм вновь возвращён верующим.
С августа 1994 года Спасо-Преображенский кафедральный собор является центром Белоцерковской епархии.
29 июня 2023 года храм был передан во владение ПЦУ